# Sant'Anna dei Palafrenieri
Sant'Anna dei Palafrenieri, officiellt benämnd Sant'Anna in Vaticano, är en kyrkobyggnad och församlingskyrka i Vatikanstaten, helgad åt den heliga Anna. Kyrkan är belägen vid Via Sant'Anna i Rione Borgo och tillhör församlingen Sant'Anna in Vaticano.
Tillnamnet ”Palafrenieri” syftar på Arciconfraternita di Sant'Anna dei Palafrenieri, som hade den heliga Anna som sin skyddspatron. Medlemmar ur brödraskapet bar påven i sedia gestatoria.

## Kyrkans historia
Kyrkan uppfördes efter ritningar av arkitekten Giacomo Barozzi da Vignola och konsekrerades år 1583. Kyrkan har en oval grundplan och kupol. Högaltarmålningen Den heliga Anna undervisar Jungfru Maria är ett verk av Arturo Viligiardi (1869–1936).

## Bilder
| - Sant'Anna dei Palafrenieri. Illustration från år 1615. - Anna själv tredje. Fresk vid Via di Porta Angelica. |

|  | San Pietro in Vaticano |

|  | San Pellegrino |

|  | Sant'Anna dei Palafrenieri |

|  | Santo Stefano degli Abissini |

|  | Santa Maria della Pietà |

|  | Santi Martino e Sebastiano degli Svizzeri |

|  | San Salvatore in Terrione (San Salvatore in Ossibus) |

|  |  |

|  | San Pietro in Vaticano |

|  | San Pellegrino |

|  | Sant'Anna dei Palafrenieri |

|  | Santo Stefano degli Abissini |

|  | Santa Maria della Pietà |

|  | Santi Martino e Sebastiano degli Svizzeri |

|  | San Salvatore in Terrione (San Salvatore in Ossibus) |

|  |  |

|  | Santo Stefano degli Ungheresi |

|  | Santa Marta |

|  | Santo Stefano degli Ungheresi |

|  | Santa Marta |